# Canton de Viry-Châtillon
Le canton de Viry-Châtillon est une division administrative et une circonscription électorale française située dans le département de l’Essonne et la région Île-de-France.
À la suite du redécoupage cantonal de 2014, les limites territoriales du canton sont remaniées. Le nombre de communes du canton passe de 1 à 2.

## Géographie
| Type d’occupation           | Pourcentage | Superficie (en hectares) |
| --------------------------- | ----------- | ------------------------ |
| Espace urbain construit     | 77,1 %      | 474,49                   |
| Espace urbain non construit | 12,6 %      | 77,32                    |
| Espace rural                | 10,4 %      | 63,91                    |
| Source : Iaurif             |             |                          |

Le canton de Viry-Châtillon est organisé autour de la commune de Viry-Châtillon dans l’arrondissement d'Évry. Son altitude varie entre trente-deux mètres et quatre-vingt-quatre mètres à Viry-Châtillon, avec une altitude moyenne de trente mètres.

## Historique
Le canton de Viry-Châtillon a été créé par le décret ministériel no 67-589 du 22 juillet 1967, il regroupait à l’époque les communes de Viry-Châtillon, Grigny, Fleury-Mérogis et Morsang-sur-Orge.
Un nouveau décret du 7 décembre 1975 lui enleva les communes de Fleury-Mérogis, Grigny et Morsang-sur-Orge pour former le nouveau canton de Morsang-sur-Orge, ne laissant que Viry-Châtillon comme ville-canton.
Par décret du 24 février 2014, le nombre de cantons du département est divisé par deux, avec mise en application aux élections départementales de mars 2015. Le canton de Viry-Châtillon est conservé et s'agrandit. Il passe de 1 à 2 communes.

## Représentation

### Représentation avant 2015
| Période | Période | Identité            | Étiquette   | Qualité |
| ------- | ------- | ------------------- | ----------- | --- |
| 1967    | 1970    | Henri Longuet       | CD puis DVD | Chef d'entreprise Député (1958-1962) maire de Viry-Châtillon (1953-1989) Ancien conseiller général du canton de Longjumeau puis du canton de Juvisy-sur-Orge  |
| 1970    | 1976    | Geneviève Rodriguez | PCF         | Secrétaire Maire de Morsang-sur-Orge (1965-1996) Conseillere générale du canton de Morsang-sur-Orge (1976-92)                                                 |
| 1976    | 1982    | Henri Longuet       | CD puis DVD | Chef d'entreprise Député (1958-1962) maire de Viry-Châtillon (1953-1989) Ancien conseiller général du canton de Longjumeau puis du canton de Juvisy-sur-Orge  |
| 1982    | 2001    | Jacques Chastel     | UDF         | Ingénieur Maire de Viry-Châtillon (1989-1995) |
| 2001    | 2008    | Gabriel Amard       | PS          | Formateur Président de la communauté d’agglomération Les Lacs de l’Essonne (2004-2014), maire de Viry-Châtillon (1995-2006) Vice-président du conseil général |
| 2008    | 2015    | Paul Da Silva       | PS puis DVG | Conseiller municipal de Viry-Châtillon Questeur de l’assemblée départementale                                                                                 |

#### qRésultats électoraux
Élections cantonales, résultats des deuxièmes tours :
- Élections cantonales de 1994 : 57,17 % pour Jacques Chastel (DVD), 42,83 % pour Jean-Pierre Culadiot (PS), 51,93 % de participation[5].
- Élections cantonales de 2001 : 53,53 % pour Gabriel Amard (PS), 46,47 % pour Jean-Marie Vilain (UDF), 48,61 % de participation[6].
- Élections cantonales de 2008 : 55,77 % pour Paul Da Silva (PS), 44,23 % pour Jérôme Bérenger (UMP), 44,44 % de participation[7].

### Représentation depuis 2015
| Période élective | Période élective | Mandat | Mandat   | Identité        | Nuance | Nuance | Qualité                                                                                                |
| ---------------- | ---------------- | ------ | -------- | --------------- | ------ | ------ | --- |
| 2015             | 2021             | 2015   | 2021     | Jérôme Bérenger |        | LR     | Maire-adjoint de Viry-Châtillon Président délégué chargé de l'éducation et des projets éducatifs       |
| 2015             | 2021             | 2015   | 2021     | Sylvie Gibert   |        | MoDem  | Cadre Conseillère municipale de Grigny Conseillère départementale déléguée à la transition énergétique |
| 2021             | 2028             | 2021   | en cours | Jérôme Bérenger |        | LR     | Conseiller sortant 9ème Vice-président en charge des collèges et de la réussite éducative              |
| 2021             | 2028             | 2021   | en cours | Sylvie Gibert   |        | MoDem  | Conseillère sortante conseillère départementale déléguée à la jeunesse                                 |

### Résultats détaillés

#### Élections de mars 2015
À l'issue du 1er tour des élections départementales de 2015, deux binômes sont en ballottage : Paul Da Silva et Yveline Le Briand (Union de la Gauche, 41,06 %) et Jérôme Bérenger et Sylvie Gibert (Union de la Droite, 35,99 %). Le taux de participation est de 40,31 % (11 696 votants sur 29 018 inscrits) contre 47,42 % au niveau départemental et 50,17 % au niveau national.
Au second tour, Jérôme Bérenger et Sylvie Gibert (Union de la Droite) sont élus avec 52,62 % des suffrages exprimés et un taux de participation de 40,44 % (5 875 voix pour 11 734 votants et 29 015 inscrits).

#### Élections de juin 2021
Le premier tour des élections départementales de 2021 est marqué par un très faible taux de participation (33,26 % au niveau national). Dans le canton de Viry-Châtillon, ce taux de participation est de 23 % (6 781 votants sur 29 488 inscrits) contre 30,18 % au niveau départemental. À l'issue de ce premier tour, deux binômes sont en ballottage : Jérôme Bérenger et Sylvie Gibert (Union au centre et à droite, 46,24 %) et Sara Ghenaïm et Aurélien Peroumal (Union à gauche, 36,74 %).
Le second tour des élections est marqué une nouvelle fois par une abstention massive équivalente au premier tour. Les taux de participation sont de 34,36 % au niveau national, 32,47 % dans le département et 24,73 % dans le canton de Viry-Châtillon. Jérôme Bérenger et Sylvie Gibert (Union au centre et à droite) sont élus avec 59,45 % des suffrages exprimés (4 107 voix pour 7 292 votants et 29 492 inscrits),,. 

## Composition

### Composition avant 2015

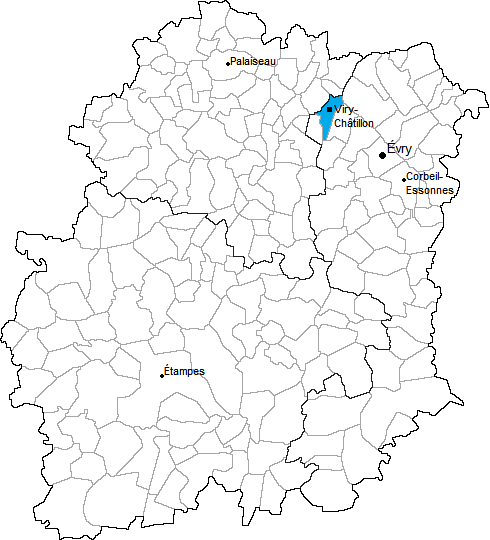
Situation du canton dans le département de l'Essonne avant 2015

Le canton de Viry-Châtillon comptait une commune.
| Nom                        | Code Insee | Codepostal | Superficie (km2) | Population (dernière pop. légale) | Densité (hab./km2) |
| -------------------------- | ---------- | ---------- | ---------------- | --------------------------------- | ------------------ |
| Viry-Châtillon (chef-lieu) | 91687      | 91170      | 6,07             | 31 221 (2012)                     | 5 143              |

### Composition depuis 2015
Le canton comprend désormais deux communes entières.
| Nom                                    | Code Insee | Intercommunalité         | Superficie (km2) | Population (dernière pop. légale) | Densité (hab./km2) | Modifier                                    |
| -------------------------------------- | ---------- | ------------------------ | ---------------- | --------------------------------- | ------------------ | ------------------------------------------- |
| Viry-Châtillon (bureau centralisateur) | 91687      | Métropole du Grand Paris | 6,07             | 31 112 (2022)                     | 5 126              | modifier les données · modifier les données |
| Grigny                                 | 91286      | CA Grand Paris Sud       | 4,87             | 26 500 (2022)                     | 5 441              | modifier les données · modifier les données |
| Canton de Viry-Châtillon               | 9120       |                          | 10,94            | 57 612 (2022)                     | 5 266              | modifier les données                        |

## Démographie

### Démographie avant 2015

#### Évolution démographique
| 1968   | 1975   | 1982   | 1990   | 1999   | 2006   | 2011   | 2012   |
| ------ | ------ | ------ | ------ | ------ | ------ | ------ | ------ |
| 27 045 | 32 411 | 30 224 | 30 580 | 30 257 | 31 252 | 31 655 | 31 221 |

#### Pyramide des âges
| Hommes | Classe d’âge | Femmes |
| ------ | ------------ | ------ |
| 0,2    | 90 ans ou +  | 0,8    |
| 5,1    | 75 à 89 ans  | 8,0    |
| 11,2   | 60 à 74 ans  | 11,9   |
| 18,6   | 45 à 59 ans  | 18,4   |
| 23,6   | 30 à 44 ans  | 21,4   |
| 19,8   | 15 à 29 ans  | 20,3   |
| 21,5   | 0 à 14 ans   | 19,1   |

| Hommes | Classe d’âge | Femmes |
| ------ | ------------ | ------ |
| 0,3    | 90 ans ou +  | 0,8    |
| 4,4    | 75 à 89 ans  | 6,7    |
| 11,3   | 60 à 74 ans  | 11,9   |
| 19,9   | 45 à 59 ans  | 20,0   |
| 21,9   | 30 à 44 ans  | 21,4   |
| 20,6   | 15 à 29 ans  | 19,2   |
| 21,7   | 0 à 14 ans   | 20,0   |

### Démographie depuis 2015
En 2022, le canton comptait 57 612 habitants, en évolution de −3,23 % par rapport à 2016 (Essonne : +2,89 %, France hors Mayotte : +2,11 %).
| 2013   | 2018   | 2022   |
| ------ | ------ | ------ |
| 58 848 | 58 971 | 57 612 |

## Économie

### Emplois, revenus et niveau de vie
| Répartition des emplois par catégories socioprofessionnelles en 2006. |              |                                           |                                                   |                            |                          |                           |
|                                                                       | Agriculteurs | Artisans, commerçants, chefs d’entreprise | Cadres et professions intellectuelles supérieures | Professions intermédiaires | Employés                 | Ouvriers                  |
| Canton de Viry-Châtillon                                              | 0,0 %        | 5,3 %                                     | 13,9 %                                            | 29,9 %                     | 30,7 %                   | 20,2 %                    |
| Département de l’Essonne                                              | 0,2 %        | 4,5 %                                     | 22,1 %                                            | 27,7 %                     | 27,6 %                   | 17,9 %                    |
| Moyenne nationale                                                     | 2,2 %        | 6,0 %                                     | 15,4 %                                            | 24,6 %                     | 28,7 %                   | 23,2 %                    |
| Répartition des emplois par secteurs d’activités en 2006.             |              |                                           |                                                   |                            |                          |                           |
|                                                                       | Agriculture  | Industrie                                 | Construction                                      | Commerce                   | Services aux entreprises | Services aux particuliers |
| Canton de Viry-Châtillon                                              | 0,3 %        | 6,8 %                                     | 15,6 %                                            | 14,8 %                     | 18,1 %                   | 5,9 %                     |
| Département de l’Essonne                                              | 0,8 %        | 11,5 %                                    | 6,1 %                                             | 15,4 %                     | 18,8 %                   | 6,4 %                     |
| Moyenne nationale                                                     | 3,5 %        | 15,2 %                                    | 6,4 %                                             | 13,3 %                     | 13,3 %                   | 7,6 %                     |
| Sources : Insee,                                                      |              |                                           |                                                   |                            |                          |                           |